# Argomilla (Santa María de Cayón)
Argomilla de Cayón es una localidad perteneciente al municipio de Santa María de Cayón, en Cantabria (España). Su población en el año 2020 era de 695 habitantes.

## Etimología
Argomilla toma su nombre de la planta denominada “Argoma”, Ulex europaeus, arbusto espinoso de color verde y flores amarillas de la familia de las leguminosas, muy abundante en toda la zona, especialmente en las zonas sombrías de media montaña. Este matorral, muy extendido en el norte y noroeste de la península ibérica, es abundante en Cantabria; donde también es denominado con el nombre de “escajo”.

## Geografía
El núcleo central de la población se encuentra a unos 90 metros sobre el nivel del mar, en pleno Valle de Cayón, bordeando por el norte con el río Pisueña y la localidad de La Penilla de Cayón, por el este con Santa María de Cayón (capital del municipio, 1,5 km de distancia), por el sur con la sierra del Monte Caballar, y por el oeste con San Román de Cayón.
El pueblo se enclava junto a la ladera norte del Monte Caballar y extendiéndose sus huertas y pastizales a lo largo de la vertiente sur del río Pisueña alcanzando el punto más alto en los 617m del Campo de la Sierra. Dada su orientación norte la zona se encuentra salpicada de pequeños riachuelos y arroyos como son de este a oeste; el Arroyo Barranco de Rozas, el Arroyo del Espesedo y el Río Sordo, todos ellos vierten sus aguas al Pisueña.
La zona baja del valle es prácticamente llana formando mieses y yosas, en su mayor parte destinadas a pastos para el ganado (todavía abundante en la zona) y pequeñas huertas, las escasas zonas no cultivadas están ocupadas por diferentes especies arbóreas como hayas, cajigas, castaños, avellanos, plátanos americanos y cañaverales de bambú en las márgenes húmedas de los ríos. Según se va ascendiendo por las laderas estas masas forestales van aumentando en detrimento de los pastizales tomando gran importancia recientes plantaciones de eucalipto y otras más antiguas de pino en lo alto del monte.

## Historia
El topónimo Argomilla se documenta por primera vez en el s. XV, en el Apeo de las Asturias de Santillana de 1404.
Hasta esa fecha este pueblo se designaba con el nombre de Sant Andrés de Cayón, en referencia a la abadía allí existente desde el s. XII. En El Libro Becerro de las Behetrías se cita: “este logar es de behetría e esta por Gutierre Díaz de Ceuallos e por filios de Alfonso Rodríguez de Obreion”. Es decir, que sus habitantes, a pesar de ser libres, dependían de los Ceballos y Obregón. Hernando González de Ceballos, Abad de San Andrés de Cayón, fundó mayorazgo en su hijo Juan de Ceballos de San Andrés en el año 1377. Este hecho se cita en el Memorial al rey nuestro señor de D. Manuel Francisco de Ceballos, caballero del hábito de Calatrava, dueño de las casas solariegas de Ceballos en los valles de Cayón, Buelna y Toranzo, entre otros: “en la Abadía de San Andrés que es una de las iglesias más antiguas de España, su fábrica toda de sillería, por dentro y fuera y muy parecida a la iglesia de Santa Juliana, de la villa de Santillana, fundación de la Infanta Fabimilda, hermana del rey don Pelayo, de esta depende, entre otras la iglesia de San Tocilde”.
A la iglesia circundaba un término redondo de una legua de circunferencia, con tierras, prados, huertas, árboles frutales y de sombra; próxima a ella estaba la casa principal y cinco casas más de renteros.
Todavía en el s. XVIII la abadía de San Andrés dependía de don Francisco Javier de Ceballos Guerra, caballero de la Orden de Calatrava, aunque para ello los Ceballos, hubieron de pleitear durante el transcurso de dos siglos.
En 1822 se constituyó en ayuntamiento, pero en 1835 se integró en el de Santa María de Cayón, al que pertenece en la actualidad.
En el Diccionario de Madoz de 1845, se define Argomilla como “un pueblo perteneciente al Ayuntamiento de Santa María de Cayón, situado al margen del río Pisueña y al pie de la sierra que mira al sur, bien combado de los vientos y con un clima sano. Tiene 48 casas, iglesia parroquial de San Andrés Apóstol, una ermita con la advocación de San Roque, escuela de primeras letras y una fuente de excelente calidad para el surtido de los vecinos. Los caminos se reducen a senderos de pueblo en pueblo, de malísimo piso en tiempo húmedo, produce granos y pasto; y cría ganado de diferentes especies.”

## Economía
Aquí se encuentran muchas explotaciones ganaderas.

## Patrimonio artístico

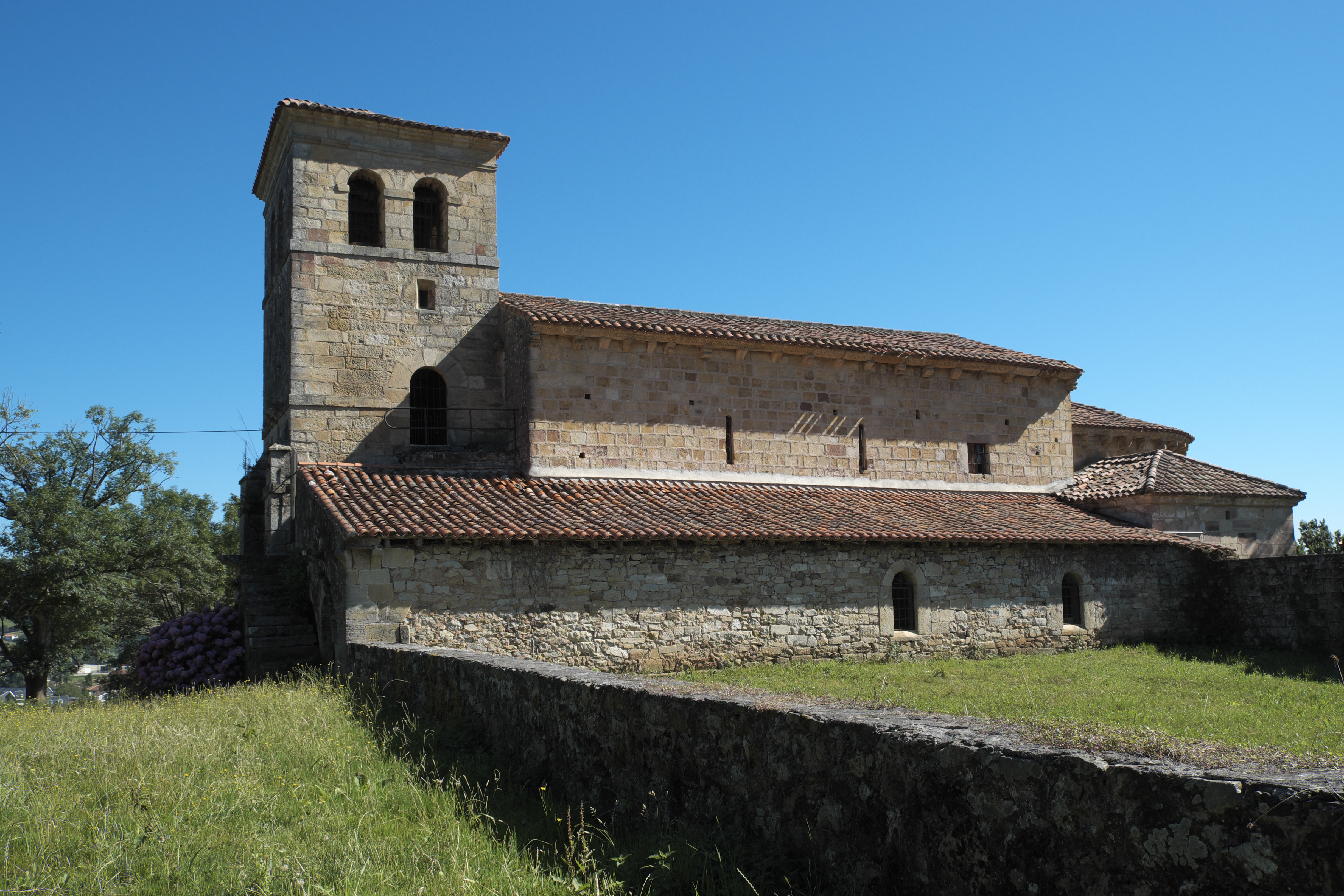
Iglesia de San Andrés.

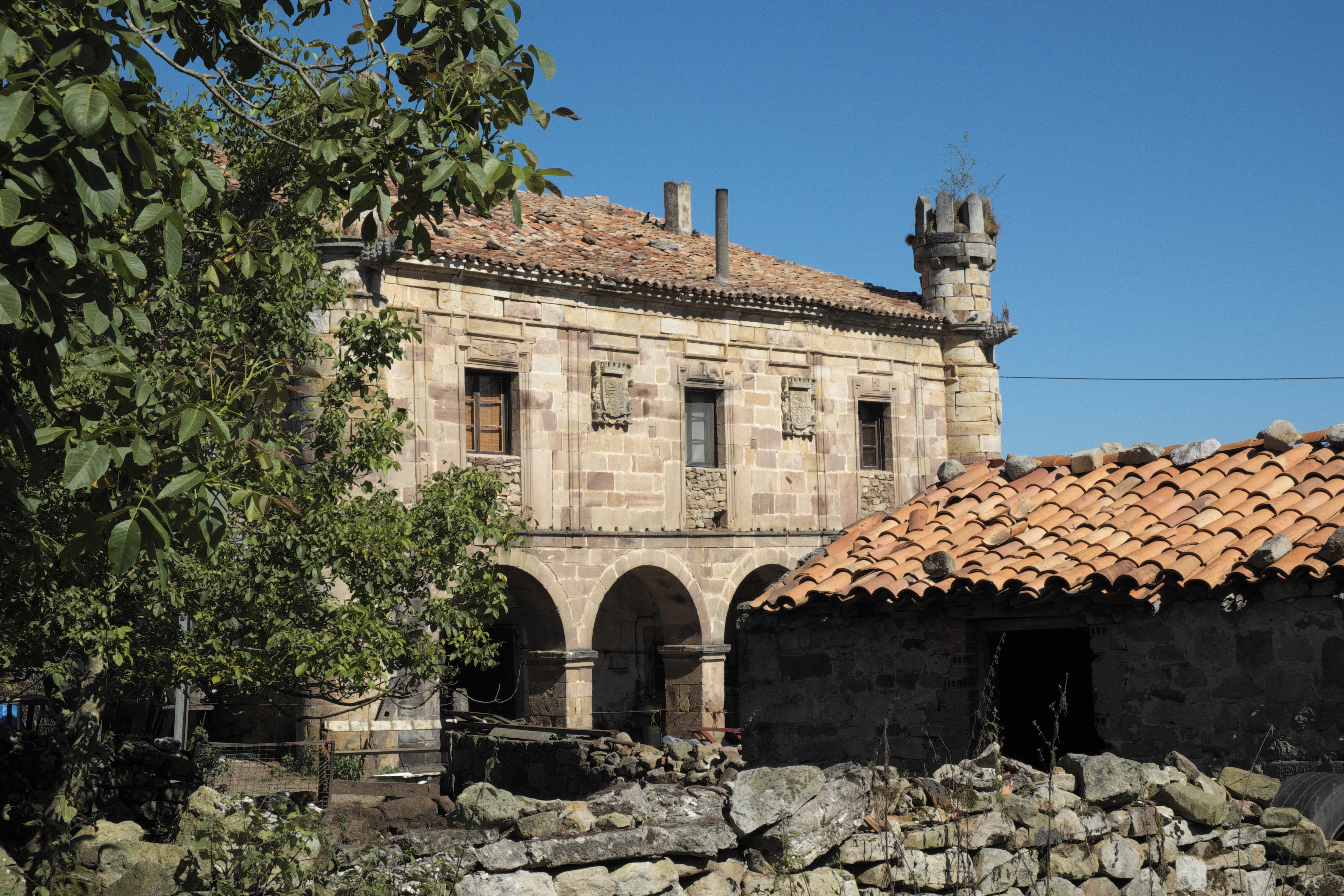
Casa de Ceballos "el Caballero".

Entre los elementos arquitectónicos más destacados están la Iglesia de San Andrés, declarada Bien de Interés Cultural en 1982, el Palacio de Ceballos 'El Caballero', declarado Bien de Interés Local en 2002 (usado actualmente como cuadra), y la Torre Vega de Riaño, también del linaje de Ceballos, pero de otra rama y de posterior construcción, así como las típicas barriadas montañesas en corralada y balcón al mediodía, tales como Las Casonas o El Espesedo, con edificaciones del siglo XVIII.
La iglesia de San Andrés, románico del siglo XII, sita en lo alto de la colina de El Coto, fue en sus orígenes abadía. El templo actual es de un solo ábside semicircular abovedado y una sola nave con cubierta a dos aguas y entramado de madera con teja árabe, en su estructura conserva casi todos los elementos del románico.
La entrada principal está bajo la torre y mira al oeste, a ella se accede traspasando un pórtico. Los capiteles que decoran la puerta ofrecen motivos iconográficos con temas animalísticos y humanos. El ábside, es de proporciones importantes, está formado por tres tramos verticales delimitados por columnas terminadas en capiteles decorados. Conserva canecillos de variados motivos que continúan por el presbiterio y por los muros norte y sur. Sobre éstos descansa una cornisa de escaques rectangulares a manera de ajedrezado. Las ventanas del ábside que se aprecian al exterior, son dos; la situada al sur fue cubierta por la construcción de la sacristía en el siglo XVII, en cuyo muro este colocó la familia Ceballos su escudo, en el que además de sus armas figuran las de San Andrés, Escobedo y Velasco. En el interior, destaca el arco triunfal de medio punto, muy rebajado, que apoya sobre capiteles historiados.
A la construcción original se le fueron añadiendo elementos como el pórtico sobre el que se asienta la torre, la sacristía (reformada tras un incendio) y un largo corredor cubierto en la parte sur, que comunica la entrada principal del templo con la parte exterior de la sacristía, a cuya altura se encuentra la entra al edificio que durante los siglos XIX y XX servía de escuela a la localidad y el cual hoy en día conserva una colección de 17 sarcófagos pertenecientes a la antigua necrópolis de la abadía y datados entre los siclos X y XIII.
La iglesia circundaba el coto redondo, de una legua de circunferencia, deslindado y amojonado por los vecinos, con cinco casas y un molino, además le pertenecían los pozos de salmones que había desde Puente Arce hasta la Horcada de Salces. Los vecinos eran libres, estaban exentos de pagar tributos y tenían capacidad para elegir su propio alcalde.

## Lugares
Como la mayoría de los pueblos rurales de Cantabria, sin un urbanismo estricto, Argomilla divide su espacio en barrios (barriadas) y lugares. La "barriada", formada por lo general por un grupo de viviendas de naturaleza rural y juntas por uno o ambos lados formando una pequeña plaza o espacio público en su parte frontal, casi siempre orientadas al mediodía, los lugares por su parte designan zonas del campo con nombres que generalmente indican alguna peculiaridad del terreno o su uso y aprovechamiento. El desarrollo urbanístico moderno ha hecho que muchos lugares de uso agrícola pasen a formar barrios con viviendas unifamiliares o pequeñas urbanizaciones, las cuales en muchos casos toman el nombre del anterior lugar.
Según se llega por la carretera Santa María de Cayón-Pomaluengo está el Bº La Empresa y girando a izquierda Montecillo, seguido de La Empresa, El Parque, La Nogalera, Las Viñas, El Bao, El Espesedo y Bº El Cueto, para después pasar por los lugares de El Moral, La Castañera y San Roque, donde se encuentra el cementerio local (en su día hubo allí una ermita dedicada a dicho santo), con viviendas aisladas.
Además, en esta localidad se encuentra un seminario menor abandonado, el de San Luis. El edificio, de seis plantas, fue construido a finales de los años 1950, y en 1975 las instalaciones dejaron de ser utilizadas por la poca actividad que tenían, siendo trasladados los seminaristas al seminario de Corbán. Desde esa fecha, fue utilizado por distintas congregaciones religiosas para albergar a escolares. Finalmente, quedó definitivamente abandonado.[¿cuándo?] Estas circunstancias han motivado que el edificio sea utilizado para partidas de paintball y fotografiado por amantes de los lugares abandonados. Actualmente el Obispado de Santander lo tiene a la venta por 2,3 millones de euros. La parcela tiene 35 000 m². Hay un proyecto para construir un hotel y un campo de golf en el recinto del antiguo seminario.

## Festividades
- 24 de agosto San Bartolomé
- 30 de noviembre San Andrés (Fiesta patronal)